# Wilhelm Polligkeit
Wilhelm Polligkeit (* 14. Mai 1876 in Langenberg (Rheinland); † 27. April 1960 in Frankfurt am Main) war deutscher Jurist und nationalsozialistischer Sozialwissenschaftler. Er gilt als Nestor der deutschen Fürsorge und Wohlfahrtspflege.

## Leben
Wilhelm Polligkeit, Sohn eines Eisenbahners, absolvierte nach dem Abschluss seiner Schullaufbahn eine Banklehre. Danach studierte er in Bonn Rechtswissenschaften und wurde dort 1900 Mitglied der Burschenschaft Frankonia. Er promovierte 1907 zum Dr. jur. Der Titel seiner Dissertation „Das Recht des Kindes auf Erziehung“ lieferte den Slogan der Jugendfürsorgebewegung in Deutschland zu Beginn des 20. Jahrhunderts. Von 1903 bis 1920 war Polligkeit Geschäftsführer der Centrale für private Fürsorge, einer Gründung des Frankfurter Instituts für Gemeinwohl, dessen Geschäftsführer er auch lange Jahre war. Mit dem Mäzen Wilhelm Merton verband ihn eine enge freundschaftliche Arbeitsbeziehung.
Während des Ersten Weltkrieges begründete er 1915 die Freie Vereinigung für Kriegswohlfahrt.
Polligkeit war beim Deutschen Vereins für öffentliche und private Fürsorge ab 1911 im Zentralausschuss und ab 1918 im Vorstand tätig. Von 1920 bis 1936 sowie von 1946 bis 1950 war er Geschäftsführer im Deutschen Verein und übernahm dort in Personalunion von 1922 bis 1935 sowie von 1946 bis 1950 den Vorsitz. Von 1946 bis 1960 gehörte er dem Hauptausschuss des Deutschen Vereins an, danach war er dort Ehrenmitglied. Zusammen mit August Jaspert engagierte er sich für den Betrieb eines Schullandheims für Frankfurter Kinder, dem Kinderdorf Wegscheide. Seit 1929 war er Honorarprofessor der Rechtswissenschaftlichen Fakultät der Universität Frankfurt am Main.
In der Zeit des Nationalsozialismus gelang es Polligkeit, die Existenz und Arbeit des Instituts für Gemeinwohl in Verhandlungen mit der Stadt Frankfurt und der NSDAP-Gauleitung zu gewährleisten. Damit einher ging die Arisierung des Instituts und die Vertreibung seines Geschäftsführers Richard Merton 1938, die Polligkeit als Verhandlungspartner umsetzte.
Seine Tätigkeit im Bayerischen Landesverband für Wanderdienst, im Soziographischen Institut in Frankfurt am Main und als Honorarprofessor an der dortigen Universität bewertet die Sozialpädagogin Anne-Dore Stein als Begleitforschung zur nationalsozialistischen Bevölkerungspolitik. Polligkeit befürwortete die staatliche Kontrolle und Verfolgung nicht-sesshafter Menschen bis hin zur Zwangssterilisierung und fand im nationalsozialistischen Staat ein Betätigungsfeld für seine sozial-rassistischen Ansichten, die er schon in der Weimarer Republik gehegt hatte.  In seinem vielbeachteten Werk Der nichtseßhafte Mensch begrüßte er 1938 die nationalsozialistische Gesetzgebung als Werkzeug zur „Ausmerzung solcher Volksschädlinge“.
Als Stadtrat und Leiter des Frankfurter Wohlfahrtsamts nach dem Zweiten Weltkrieg baute er die Centrale für private Fürsorge (heute: Institut für Sozialarbeit) neu auf. Ab 1949 war er an der Wiedergründung des Deutschen Paritätischen Wohlfahrtsverbandes beteiligt. Polligkeit war ab 1950 mit Hilde Eiserhardt verheiratet. Er wurde 1951 zum Dr. rer. pol. h. c. ernannt. Seine nationalsozialistische Vergangenheit wurde erst spät Thema in öffentlichen Debatten. Im Jahr 1999 beschloss der Paritätische Wohlfahrtsverband die Umbenennung seines Wilhelm-Polligkeit-Instituts und die Einstellung der Vergabe der nach ihm benannten Ehrenplakette.

## Ehrungen
- Großes Verdienstkreuz der Bundesrepublik Deutschland (1952)